# 그리고 신은 여자를 창조했다 (1988년 영화)
《그리고 신은 여자를 창조했다》(And God Created Woman)는 미국에서 제작된 로제 바딤 감독의 1987년 드라마 영화이다. 1956년 프랑스 영화 그리고 신은 여자를 창조했다의 리메이크 작품이다. 레베카 드 모네이 등이 주연으로 출연하였고 조지 G. 브론스타인 등이 제작에 참여하였다.

## 출연

### 주연
- 레베카 드 모네이
- 빈센트 스파노

### 조연
- 프랭크 란젤라
- 도노반 리치
- 주디스 채프먼
- 제이미 맥에넌
- 벤자민 모우톤
- 게일 보그스
- 팻 리

## 기타
- 제작책임: 패트릭 맥코믹
- 미술: 빅터 켐스터